# Narač
Narač nebo Naroč (bělorusky Нарач, rusky Нарочь) je jezero v Mjadzelský rajón v Minské oblasti v Bělorusku. Narač je největší běloruské jezero a je součástí skupiny jezer, do které dále patří jezera Mjastra, Batoryn a Blednaje. Vzniklo před několika tisíci lety po ustoupení ledovce. V cestě ledovce na sever stál Svencjanský val. Voda od tajícího ledu vytvořila ohromné vodní prostranství, z kterého se posléze, při snížení úrovně vody oddělila jezera tvořící Naračanská jezera. Narač je typická ukázka přírody severního Běloruska, Běloruského pojezeří. Má rozlohu 79,2 km², průměrnou hloubku 11 m a dosahuje maximální hloubky 25 m. Délka největšího průměru je 12,8 km. Délka pobřeží je 41 km. Objem vody je 710 mil m³. Rozloha povodí je 199 km².

## Vodní režim
Rozsah kolísání hladiny je asi 2 m. Nejvyšší úrovně dosahuje v dubnu a nejnižší v říjnu až prosinci. Zamrzá uprostřed prosince a romrzá v březnu nebo dubnu. Z jezera vytéká řeka Narač (přítok Němanu).

## Fauna
V jezeře žije 25 druhů ryb (např. okoun, lín, mník, cejn atd.) Největší z nich je štika.

## Historie
Během 1. světové války, v roce 1916, proběhla u jezera Naročská operace, první pokus o osvobození území Běloruska od německých vojsk. Operace měla jen malý úspěch - osvobození města Pastavy.

## Osídlení pobřeží
V blízkosti jezera se nacházel pionýrský tábor mezinárodního významu Zubriňok, který byl po rozpadu SSSR přeměněn na Mezinárodní mládežnický tábor Zubrania. Okolí je populární turistickou oblastí.